# Pinus nelsonii
Pinus nelsonii es una especie de pino de la familia Pinaceae, comúnmente conocida como piñón prieto o piñón de Nelson. Es endémico de México donde crece a una altitud entre 1600 y 2300 m s. n. m. Puede alcanzar una longitud de 10 m, aunque generalmente no supera los 6-7 m.